# Oscar Åkerman
Oskar "Ocke" Magnus Joakim Åkerman, född 1 december 1899 i Stockholm, död 14 augusti 1996, var en svensk civilingenjör, politiker (högerpartiet) och vikarierande borgarråd i Stockholm. Ordförande för Stockholms Studentkårers Centralorganisation (SSCO) 1924-1925.

## Biografi
Åkerman var son till generallöjtnant Joachim "Jockum" Åkerman och Martina Björnstjerna samt bror till Richard (Riri) Åkerman och Gustav (Gugge) Åkerman. Han tog studentexamen och sedan reservofficersexamen 1921. Efter civilingenjörsexamen vid Kungliga Tekniska högskolan (KTH) 1925 arbetade Åkerman som driftsingenjör vid Gårda fabriks AB i Göteborg 1927-1934 och var vice verkställande direktör och fabrikschef vid Albert Terberger AB i Stockholm 1934-1944. Han var därefter verkställande direktör för Svenska Teknologföreningen 1944-1963.
Han var ledamot av Stockholms stadsfullmäktige 1938-1950 och vikarierande borgarråd 1948 för industriroteln. Åkerman var ledamot av diverse kommittéer och nämnder, styrelseledamot av Östergötlands enskilda bank i Stockholm, Uddeholms AB, Norrköpings bomullsvävei AB med flera.
Åkerman gifte sig 1927 med Maria Herlenius (1900-1984), dotter till överstelöjtnant Jonas Herlenius och Hilda Ekelund. Han var far till Jonas (född 1928), Magnus (född 1931) och Christina (född 1937). Åkerman avled den 14 augusti 1996 och gravsattes den 19 september 1996 på Norra begravningsplatsen i Stockholm. Filmskådespelerskan Malin Åkerman är barnbarnsbarn till Oscar Åkerman.

## Utmärkelser
Åkermans utmärkelser:
- Riddare av Vasaorden (RVO)
- Riddare av 1. klass av Finlands Vita Ros’ orden (RFinlVRO1kl)